# Quassia sanguinea
Quassia sanguinea är en bittervedsväxtart som beskrevs av Cheek & Jongkind. Quassia sanguinea ingår i släktet Quassia och familjen bittervedsväxter. Inga underarter finns listade i Catalogue of Life.